# Stenocactus
Stenocactus és un gènere de cactus amb 10 espècies natiu de Mèxic.

## Taxonomia
- Stenocactus coptonogonus
- Stenocactus crispatus
- Stenocactus lamellosus
- Stenocactus multicostatus
- Stenocactus obvallatus
- Stenocactus vaupelianus
- Stenocactus hastatus
- Stenocactus ochoterenanus
- Stenocactus phyllacantus
- Stenocactus rectospinus
- Stenocactus sulfureus